# Серкль Брюгге
«Серкль Брю́гге» (нидерл. Cercle Brugge Koninklijke Sportvereniging, нидерландское произношение: [ˈsɛrklə ˈbrɵɣə ˈkoːnɪŋkləkə ˈspɔrtfəˌreːnəɣɪŋ]) — бельгийский профессиональный футбольный клуб из города Брюгге, основанный в 1899 году.
Трёхкратный чемпион Бельгии по футболу и двукратный обладатель Кубка Бельгии. С 2017 года контрольный пакет акций клуба принадлежит владельцам «Монако» — Дмитрию Рыболовлеву и князю Альберу II. Новые вливания и сотрудничество с монегасками позволило «Серкль Брюгге» не только улучшить свои позиции в Лиге Жюпиле а и вернутся в еврокубки по итогам сезона 2023/24.
С 1975 года домашние матчи команда проводит на стадионе «Ян Брейдел», который использует вместе с клубом «Брюгге».

## История

### Ранние годы
Клуб был основан 9 апреля 1899 года под названием Cercle Sportif Brugeois («Спортивный кружок Брюгге») студентами института святого Франциска Ксаверия. Члены организации занимались футболом, крикетом, теннисом, бегом и велоспортом. В 1900 году клуб вступил в Королевскую бельгийскую футбольную ассоциацию, став её двенадцатым членом. Домашние игры команда проводила на поле в Сент-Андрисе, пригороде Брюгге. В 1902 году футболисты клуба добились первого успеха, выиграв Кубок Фрейя, обыграв «Олимпик» из Лилля и «Туркуэн». В сезоне 1910/11 команда впервые выиграла чемпионат Бельгии, на одно очко опередив принципиальных соперников из «Брюгге». В начале XX века в составе клуба выступал один из лучших российских футболистов того времени Ваграм Кеворкян.
В 1914 году началась Первая мировая война, причинившая серьёзный ущерб бельгийскому футболу. В августе того же года погиб бывший игрок клуба, форвард сборной Бельгии, Альфонс Сикс.

### Межвоенный период
В 1919 году «Серкль Брюгге» возобновил выступления. Из игроков, выступавших за клуб до войны, в команде остался только Луи Сейс. Первый послевоенный чемпионат команда закончила на восьмом месте. В 1921 году перед стадионом был установлен монумент в память о игроках и сотрудниках клуба, погибших в Первой мировой войне. В настоящее время он находится у входа на стадион «Ян Брейдел». В 1923 году клуб переехал на новый стадион — «Эдгар де Смегт». На этом поле «Серкль Брюгге» принимал гостей до 1975 года.
Вторая половина 1920-х годов стала одним из самых успешных периодов в истории команды. Луи Сейс к тому моменту стал играющим тренером, а лидером клуба был полузащитник Флоримон Ванальме. В сезоне 1925/26 команда заняла пятое место в чемпионате. В межсезонье из клуба ушёл ряд игроков, но Серкль Брюгге неожиданно выиграл чемпионат в 1927 году. Победа оказалась омрачена смертью защитника Альберта ван Койла. Во время матча с «Туркуэном» игрок столкнулся с вратарём соперников. В результате ван Койл получил разрыв кишечника, который врачи смогли обнаружить только на следующий день. Срочная операция оказалась неудачной.
В 1928 году в команду пришёл голкипер Роберт Брат, ставший одним из символов клуба. Он провёл в «Серкль Брюгге» всю свою карьеру, а после её завершения занял пост президента клуба. В сезоне 1929/30 команда выиграла свой третий чемпионский титул. Неудачно проведя старт сезона, к зимнему перерыву отставание от лидировавшего «Антверпена» составляло семь очков. В последнем туре со счётом 4:1 был обыгран «Льерс», а позже пришли новости что Антверпен проиграл свой матч «Стандарду» со счётом 3:5. Этот результат сделал «Серкль Брюгге» чемпионом. После успеха в чемпионате клуб получил приглашение на Кубок Наций. На турнире клуб уступил в обоих своих матчах — пражской «Славии» и «Серветту».
После выигрыша третьего титула, состав команды обновился и в 1931 году «Серкль Брюгге» занял только седьмое место в чемпионате. Спад в игре команды привёл к вылету во второй дивизион в 1936 году. Вернуться в высшую лигу клуб смог спустя два года, перед началом Второй мировой войны.

### Годы войны
После того как весной 1940 года немецкие войска заняли территорию Бельгии, регулярные футбольные соревнования были остановлены, а команды принимали участие в региональных турнирах. «Серкль Брюгге» выступал в первенстве Западной Фландрии. Национальный чемпионат возобновился в 1941 году, решением Футбольной ассоциации лига была сделана «закрытой» чтобы клубы могли вносить вклад в развитие молодёжи, не опасаясь за результат. После освобождения территории Бельгии была предпринята попытка организовать неофициальный розыгрыш чемпионата страны, но контрнаступление немецких войск в Арденнах сорвало турнир, оставшийся недоигранным.

### После войны
Первый послевоенный чемпионат завершился для клуба вылетом во второй дивизион. На следующий год «Серкль Брюгге» считался одним из фаворитов второго дивизиона, но в итоге остался седьмым. В 1951 году, после реорганизации системы лиг, команда опустилась в третий по счёту эшелон бельгийского футбола. Возвращение во вторую лигу состоялось в 1956 году под руководством Луи Версейпа. Затем его сменил французский тренер Эдмон Дельфур, который вернул клуб в первый дивизион в 1961 году. Место среди лучших команд страны «Серкль Брюгге» сохранял до 1966 года, когда команда заняла последнее место в чемпионате. В том же году вице-президент клуба Пол Лантсогт был обвинён в попытке подкупа, а команда была переведена в третий дивизион. В 1967 году функционер выиграл суд у Футбольной ассоциации, но клуб был оставлен в третьей лиге и потерял ряд игроков основного состава.
В 1967 году пост главного тренера занял Урбен Брамс, представивший план, согласно которому «Серкль Брюгге» в течение пяти лет должен был вернуться в первый дивизион. За выход во второй дивизион команда соперничала с клубом «Эндрахт Алст». В очной встрече «Эндрахт» одержал победу со счётом 1:0, но «Серкль Брюгге» подал протест на неправильную замену в команде соперника. 21 июня 1968 года, после рассмотрения второй апелляции, победа была присуждена клубу из Брюгге, который поднялся во второй дивизион.
Во второй лиге клуб сразу вошёл в число фаворитов, но в сезоне 1968/69 занял только четвёртое место. На следующий сезон клуб отстал от победившего «Диста» на четыре очка, вновь не решив задачу. В 1971 году, за год до истечения срока пятилетнего плана Брамса, «Серкль Брюгге» вернулся в первый дивизион.

### Годы стабильности
Вернувшись в элиту, клуб усилил состав Фернандом Гойвартсом и Бенни Нильсеном, стремясь избежать борьбы за выживание. Первый сезон после возвращения команда завершила на пятом месте. Следующие шесть лет «Серкль Брюгге» провёл в статусе середняка чемпионата. В 1975 году команда переехала на стадион «Олимпия», который в 2000 году перед чемпионатом Европы был переименован в честь Яна Брейдела.
В 1977 году команду возглавил греческий тренер Лакис Петропулос. Языковой барьер и ряд травм привели к тому, что в 1978 году клуб неожиданно вылетел. После этого Петропулоса сменил Хан Гризенхут, сумевший за один год вернуть «Серкль Брюгге» в первый дивизион.
Команда вновь смогла закрепиться в первом дивизионе. В 1985 году «Серкль Брюгге» второй раз в своей истории выиграл Кубок Бельгии, в финале обыграв «Беверен» в серии пенальти. Также клуб впервые с 1930 года получил право сыграть в международном турнире: в 1/16 Кубка кубков команда проиграла дрезденскому «Динамо» по правилу гола на выезде. В 1986 году «Серкль Брюгге» вновь дошёл до финала Кубка Бельгии, но уступил соседям из «Брюгге» со счётом 0:3.
В 1988 году клуб подписал контракт с Йосипом Вебером, который стал лучшим бомбардиром «Серкль Брюгге» в послевоенные годы. С 1992 по 1994 год он также становился лучшим бомбардиром чемпионата. В 1993 году в команду пришёл румынский форвард Доринел Мунтяну. В 1996 году в финале Кубка Бельгии «Серкль Брюгге» вновь проиграл «Брюгге», но получил право сыграть в Кубке кубков. В первом матче 1/16 финала бельгийцы на своём поле обыграли «Бранн» со счётом 3:2, но выездная игра завершилась поражением со счётом 0:4 и вылетом. В 1997 году клуб вылетел из первого дивизиона.

### Второй дивизион и возвращение
Быстро вернуться в первый дивизион у команды не получилось. В 1998 году «Серкль Брюгге» занял десятое место и последующие четыре года занимал места в середине турнирной таблицы. В сезоне 2002/03 в клубе сменилось руководство, пост главного тренера занял бывший игрок команды Йерко Типурич. В 2003 году состоялось возвращение в первый дивизион.
В сезоне 2003/04 команда сохранила место в первом дивизионе, а после окончания чемпионата Типурича заменил Харм ван Фельдховен. Под его началом «Серкль Брюгге» провёл три хороших сезона, а в составе команды раскрылись молодые игроки Стейн де Смет и Том де Суттер.
После ухода ван Фельдховена в 2007 году пост главного тренера занял Глен де Бук. Первый сезон под его руководством «Серкль Брюгге» завершил на четвёртом месте, что стало лучшим результатом команды в послевоенный период. В 2010 году он также сумел вывести клуб в финал Кубка Бельгии, где «Серкль Брюгге» уступил «Генту». Вскоре после этого де Бук ушёл в «Беерсхот».
В межсезонье клуб возглавил Боб Петерс, для которого это стало первым опытом самостоятельной работы. Под его началом команда в Лиге Европы обыграла финский ТПС, но в следующем раунде уступила «Анортосису». В ноябре 2012 года Петерс был уволен за неудовлетворительные результаты и его сменил Фуке Бой. Затем клуб возглавляли Лоренцо Сталенс и Арнар Видарссон. В марте 2015 года Видарссон был уволен, а его пост занял Деннис ван Вейк. По итогам сезона 2014/15 «Серкль Брюгге» выбыл из первого дивизиона.

### Финансовые проблемы и сотрудничество с «Монако»
В сезоне 2016/17 Футбольная ассоциация реформировала систему лиг. Бывший второй дивизион стал называться Первым дивизионом B и в его состав вошло восемь команд. «Серкль Брюгге» по итогам первого розыгрыша турнира в новом формате избежал вылета только по результатам плей-офф, заняв предпоследнее место.
Команда столкнулась с финансовыми проблемами и в феврале 2017 года была достигнута договорённость о сотрудничестве с «Монако». В мае сделка по продаже клуба была завершена.
10 марта 2018 года «Серкль Брюгге» в финале плей-офф обыграл «Беерсхот» со счётом 3:1 и вышел в первый дивизион A. Победный гол забил форвард Ирвин Кардона, арендованный у «Монако».

## Болельщики и соперничество с другими клубами
Болельщики «Серкля» всегда играли важную роль в жизни команды. В период между 1910 и 1922 годами поддержка клуба была настолько сильной, что руководству «Серкль Брюгге» пришлось дважды расширять, а в конечном итоге и вовсе построить новый стадион, чтобы все болельщики клуба имели возможность поддержать свою любимую команду. Преданность фанатов клуба хорошо известна в Бельгии из-за событий 80-х годов, когда акцией по сбору средств «1000 Keer 5000» собравшей пять миллионов бельгийских франков за несколько недель, болельщики клуба спасли команду от исчезновения. У фанатов «Серкля» есть официальный журнал «SHOT» который выпускается с 70-х годов, и новый выпуск которого, можно купить во время домашних игр команды. Данное издание неоднократно признавалось одним из лучших фанатских изданий Бельгии за качество издания и его статей. Фаны «Серкля» ежегодно проводят традиционное голосование «Pop Poll d’Echte», в котором выбирают лучшего игрока сезона и вручают ему одноимённый трофей. С момента своего возвращения в элиту в 2018 году, матчи «Серкля» привлекают все больше и больше зрителей на домашние игры, что свидетельствует о растущей поддержке клуба. Тем не менее «Серкль» все ещё заметно уступает по поддержке трибун «Брюгге» с которым клуб делит одну арену.
Самыми принципиальными для «Серкля» являются матчи против «Брюгге». Дерби этих команд занимает особое место в истории бельгийского футбола, по праву считаясь одним из самих ярких городских дерби Бельгии. Изначально превосходство в противостоянии команд имел именно «Серкль», но с годами «Брюгге» не только переломил, а и сильно превзошел своего соперника. Вторыми по значимости для фанатов «Серкля» являют матчи против «Андерлехта». Важными также считаются игры против «Стандарта», «Гента» и «Генка».
С середины 80-х годов фанаты «Серкль Брюгге» поддерживают крепкую дружбу с фанатами «Льежа». В свою очередь фанатов обеих команд уже более 20-ти лет связывает тесная дружба с болельщиками брюссельского «Юниона».

## Достижения

### Национальные
- Чемпионат Бельгии:
  - Чемпион (3):  1910/11, 1926/27, 1929/30
- Кубок Бельгии:
  - Обладатель (2): 1926/27, 1984/85
  - Финалист (5): 1912/13, 1985/86, 1995/96, 2009/10, 2012/13
- Второй дивизион Бельгии по футболу:
  - Чемпион (5): 1937/38, 1970/71, 1978/79, 2002/03, 2017/18
  - Вице-чемпион :1960/61

### Международные
- Турнир Паскаля[6]
  - Победитель : 1914
  - Финалист : 1924

### Региональные
- Чемпионат Фландрии:
  - Чемпион :  1903

## Выступление клуба в еврокубках
| Сезон   | Турнир                        | Раунд                      | Клуб             | Дома | Выезд | Счет    |
| ------- | ----------------------------- | -------------------------- | ---------------- | ---- | ----- | ------- |
| 1985/86 | Кубок обладателей кубков УЕФА | 1 раунд                    | Динамо (Дрезден) | 3-2  | 1-2   | 4-4 (a) |
| 1996/97 | Кубок обладателей кубков УЕФА | 1 раунд                    | Бранн            | 3-2  | 0-4   | 3-6     |
| 2010/11 | Лига Европы УЕФА              | 2-й квалификационный раунд | ТПС              | 0-1  | 2-1   | 2-2 (a) |
| 2010/11 | Лига Европы УЕФА              | 3-й квалификационный раунд | Анортосис        | 1-0  | 1-3   | 2-3     |
| 2024/25 | Лига Европы УЕФА              | 2-й квалификационный раунд | Килмарнок        | 1-0  | 1-1   | 2-1     |
| 2024/25 | Лига Европы УЕФА              | 3-й квалификационный раунд | Молде            | 1-0  | 0-3   | 1-3     |

## Состав команды
По состоянию на 30 июня 2022 года. Источник: Список игроков на официальном сайте
| №              | Игрок                  | Страна     | Дата рождения             | Предыдущий клуб      |         |         |
| Вратари        | Вратари                | Вратари    | Вратари                   | Вратари              | Вратари | Вратари |
| -------------- | ---------------------- | ---------- | ------------------------- | -------------------- | ------- | ------- |
| 1              | Тома Дидийон           | Франция    | 28 ноября 1995 (29 лет)   | Андерлехт            |         |         |
| 21             | Варлесон               | Бразилия   | 31 августа 1996 (28 лет)  | Сан-Хосеенсе         |         |         |
| 89             | Себастьен Брюззесе     | Бельгия    | 1 марта 1989 (36 лет)     | Кортрейк             |         |         |
| Защитники      |                        |            |                           |                      |         |         |
| 2              | Витиньо                | Бразилия   | 23 июля 1999 (26 лет)     | Крузейро             |         |         |
| 3              | Давид Соуза            | Бразилия   | 4 июля 2001 (24 года)     | В аренде из Ботафого |         |         |
| 4              | Йеспер Даланн          | Норвегия   | 6 января 2000 (25 лет)    | Старт                |         |         |
| 5              | Борис Попович          | Сербия     | 26 февраля 2000 (25 лет)  | Монако               |         |         |
| 8              | Роббе Декостере        | Бельгия    | 8 мая 1998 (27 лет)       | Воспитанник клуба    |         |         |
| 18             | Сенна Мианг            | Бельгия    | 5 февраля 1998 (27 лет)   | В аренде из Кальяри  |         |         |
| 19             | Димитр Велковски       | Болгария   | 22 января 1995 (30 лет)   | Славия               |         |         |
| 32             | Арне Кассарт           | Бельгия    | 20 мая 2000 (25 лет)      | Воспитанник клуба    |         |         |
|                | Люкка Люккер           | Бельгия    | 9 марта 2001 (24 года)    | Воспитанник клуба    |         |         |
| Полузащитники  |                        |            |                           |                      |         |         |
| 6              | Эдгарас Уткус          | Литва      | 22 июня 2000 (25 лет)     | Монако               |         |         |
| 10             | Дино Хотич             | Словения   | 26 июля 1995 (30 лет)     | Марибор              |         |         |
| 14             | Шарль Ванхаутте        | Бельгия    | 16 сентября 1998 (26 лет) | Воспитанник клуба    |         |         |
| 22             | Леонарду Лопиш         | Португалия | 30 ноября 1998 (26 лет)   | Халл Сити            |         |         |
| 28             | Ханнес ван дер Брюгген | Бельгия    | 3 апреля 1993 (32 года)   | Кортрейк             |         |         |
| 98             | Франк Кануте           | Сенегал    | 13 декабря 1998 (26 лет)  | Пескара              |         |         |
| Нападающие     |                        |            |                           |                      |         |         |
| 7              | Эмилио Керер           | Германия   | 20 марта 2002 (23 года)   | Фрайбург             |         |         |
| 9              | Кевин Денке            | Того       | 30 ноября 2000 (24 года)  | Ним                  |         |         |
| 23             | Оливье Деман           | Бельгия    | 6 апреля 2000 (25 лет)    | Воспитанник клуба    |         |         |
| 34             | Тибо Сомерс            | Бельгия    | 16 марта 1999 (26 лет)    | Воспитанник клуба    |         |         |
| 42             | Аске Самперс           | Бельгия    | 20 мая 2001 (24 года)     | Воспитанник клуба    |         |         |
| 55             | Вольф Акс              | Бельгия    | 5 мая 2002 (23 года)      | Воспитанник клуба    |         |         |
| Главный тренер |                        |            |                           |                      |         |         |
|                | Доминик Тальхаммер     | Австрия    | 2 октября 1970 (54 года)  | ЛАСК                 |         |         |

## Форма

### Домашняя
| 2019/20 | 2020/21 | 2021/22 | 2022/23 | 2023/24 | 2024/25 | 2025/26 |

### Гостевая
| 2019/20 | 2020/21 | 2021/22 | 2022/23 | 2023/24 | 2024/25 | 2025/26 |

### Резервная
| 2021/22 |

Источники:,